# Берешти-Мерија (Галац)
Берешти-Мерија (рум. Berești-Meria) насеље је у Румунији у округу Галац у општини Берешти-Мерија. Oпштина се налази на надморској висини од 173 m.

## Становништво
Према подацима из 2011. године у насељу је живело 662 становника.